# Caleb Stanko
Caleb James Stanko, abrégé Caleb Stanko, né le 26 juillet 1993 à Holly dans le Michigan, est un joueur international américain de soccer, possédant également la nationalité polonaise. Il joue au poste de milieu défensif.

## Carrière

### En club
Il débute avec le SC Fribourg en août 2015, lors d'un match de Coupe d'Allemagne. Il est prêté au FC Vaduz lors de l'été 2016.

### En équipe nationale
Caleb Stanko participe avec les moins de 20 ans au championnat de la CONCACAF des moins de 20 ans en 2013. Les États-Unis atteignent la finale de la compétition, en étant battus par le Mexique.
Il dispute dans la foulée la Coupe du monde des moins de 20 ans, organisée en Turquie. Lors du mondial junior, il joue deux matchs : contre l'Espagne, et le Ghana.
Il reçoit sa première sélection en équipe senior le 6 septembre 2016, lors d'un match contre Trinité-et-Tobago rentrant dans le cadre des éliminatoires du mondial 2018 (victoire 4-0).

## Statistiques
| Saison                | Club                  | Championnat           | Championnat | Championnat | Coupe(s) nationale(s) | Coupe(s) nationale(s) | Compétition(s) continentale(s) | Compétition(s) continentale(s) | Compétition(s) continentale(s) | États-Unis | États-Unis | Total | Total |
| Saison                | Club                  | Division              | M.          | B.          | M.                    | B.                    | Comp.                          | M.                             | B.                             | M.         | B.         | M.    | B.    |
| 2015-2016             | SC Fribourg           | 2. Bundesliga         | 5           | 0           | 1                     | 0                     | -                              | -                              | -                              | -          | -          | 6     | 0     |
| 2016-2017             | FC Vaduz (prêt)       | Super League          | 26          | 0           | 2                     | 0                     | -                              | -                              | -                              | 1          | 0          | 29    | 0     |
| 2017-2018             | SC Fribourg           | Bundesliga            | 6           | 0           | 1                     | 0                     | -                              | -                              | -                              | -          | -          | 7     | 0     |
| 2018-2019             | SC Fribourg           | Bundesliga            | 0           | 0           | 0                     | 0                     | -                              | -                              | -                              | -          | -          | 0     | 0     |
| 2019                  | FC Cincinnati         | MLS                   | 23          | 0           | 2                     | 0                     | -                              | -                              | -                              | -          | -          | 25    | 0     |
| 2020                  | FC Cincinnati         | MLS                   | 14          | 0           | -                     | -                     | -                              | -                              | -                              | -          | -          | 14    | 0     |
| 2021                  | FC Cincinnati         | MLS                   | 20          | 0           | -                     | -                     | -                              | -                              | -                              | -          | -          | 20    | 0     |
| Total sur la carrière | Total sur la carrière | Total sur la carrière | 94          | 0           | 6                     | 0                     | -                              | -                              | -                              | 1          | 0          | 101   | 0     |

## Palmarès
Il est finaliste du championnat de la CONCACAF des moins de 20 ans en 2013 avec l'équipe des États-Unis des moins de 20 ans.
Il remporte le championnat d'Allemagne de deuxième division lors de la saison 2015-2016 avec le SC Fribourg.